# NGC 2439
NGC 2439 هي مجرة تتبع كوكبة الكوثل. اكتشفها جون هيرشل في 28 يناير 1835.

## روابط خارجية
- NGC 2439 على موقع ويكي سكاي: DSS2, SDSS, GALEX, IRAS, Hydrogen α, X-Ray, Astrophoto, Sky Map, Articles and images